# Lasiosina apicata
Lasiosina apicata är en tvåvingeart som först beskrevs av Becker 1913.  Lasiosina apicata ingår i släktet Lasiosina och familjen fritflugor.
Artens utbredningsområde är Etiopien. Inga underarter finns listade i Catalogue of Life.